# Cartaletis alba
Cartaletis alba là một loài bướm đêm trong họ Geometridae.